# Alexandre Lemair

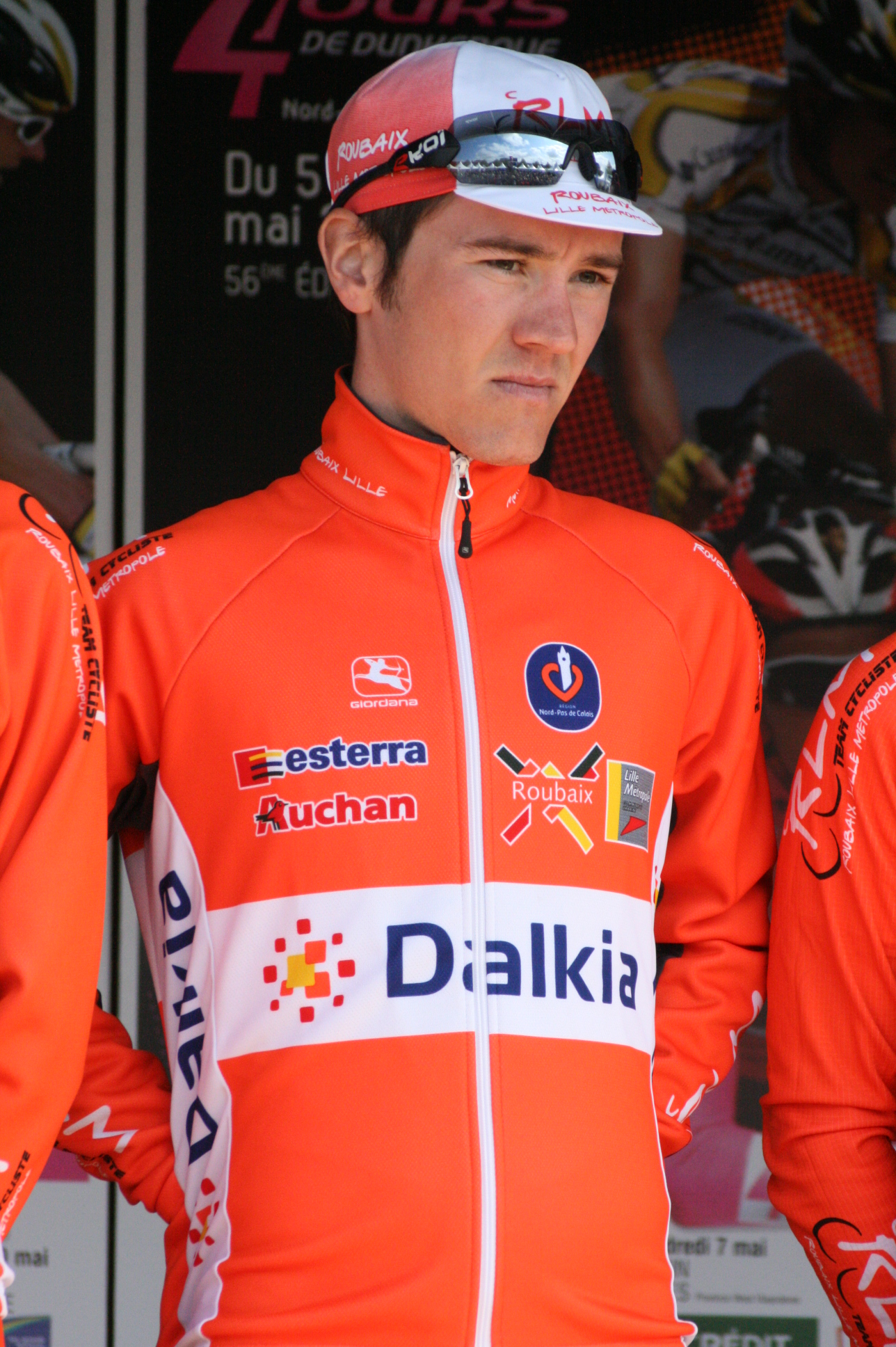
Alexandre Lemair bei den Vier Tagen von Dünkirchen 2010

Alexandre Lemair (* 25. Oktober 1988 in Rouen) ist ein französischer Radrennfahrer.
Als Juniorenfahrer wurde Lemair auf der Bahn viermal französischer Meister: 2005 und 2006 in der Mannschaftsverfolgung, 2005 im Madison und 2006 in der Einerverfolgung. International gewann er bei den Junioren-Europameisterschaften 2006 Bronze in der Einer- und Silber in der Mannschaftsverfolgung.
Im Erwachsenenbereich konnte er an seine Juniorenerfolge auf der Bahn anknüpfen und wurde viermal französischer Elitemeister: 2007 und 2012 in der Mannschaftsverfolgung sowie 2007 und 2011 im Madison. Auf der Straße wurde er 2009 französischer U23-Meister und fuhr zwischen 2007 und 2012 für UCI Continental Teams.

## Erfolge
2005
- Französischer Meister – Mannschaftsverfolgung (Junioren) mit Etienne Pieret, Ronan Guinaudeau und Maxime Lecoeur
- Französischer Meister – Madison (Junioren) mit Etienne Pieret

2006
- Europameisterschaft – Einerverfolgung (Junioren)
- Europameisterschaft – Mannschaftsverfolgung (Junioren) mit Vivien Brisse, Vincent Dauga und Bryan Nauleau
- Französischer Meister – Einerverfolgung (Junioren)
- Französischer Meister – Mannschaftsverfolgung (Junioren) mit Nicolas Giulia, Etienne Pieret, Florent Gougeard und Maxime Leboucher

2007
- Französischer Meister – Mannschaftsverfolgung mit Etienne Pieret, Ronan Guinaudeau und Maxime Lecoeur
- Französischer Meister – Madison mit Ronan Guinaudeau

2009
- Französischer Meister – Straßenrennen (U23)

2011
- Französischer Meister – Madison mit Julien Duval

2012
- Französischer Meister – Mannschaftsverfolgung mit Julien Duval, Alexis Gougeard und Kévin Lesellier

## Teams
- 2007 Roubaix Lille Métropole (Stagiaire)
- 2008 Roubaix Lille Métropole
- 2009 Roubaix Lille Métropole
- 2010 Roubaix Lille Métropole
- 2012 Bridgestone Anchor